# Бахово
Бахово или Баово (на гръцки: Πρόμαχοι, Промахи, до 1926 година Μπάχοβο, Бахово, катаревуса: Μπάχοβον, Баховон) е село в Егейска Македония, Гърция, в дем Мъглен (Алмопия) в административна област Централна Македония.

## География
Бахово е разположено на 290 m надморска височина в северната част на котловината Мъглен (Моглена), на 9 km северозападно от демовия център Съботско (Аридеа), в южното подножие на планината Нидже (Ворас). Край Бахово е разположен манастирът „Свети Иларион Мъгленски“.

## История

### В Османската империя
Селото според легендите не е много старо. Основано е от жителите на село Грамади, разположено между Пребъдище и Бахово. Баовчани се преселвали многократно, за да избегнат тежките данъци, а името Бахово идвало от честата употреба на бах, в значение на стига.
В края на XIX век Бахово е голямо чисто българско село във Воденска каза на Османската империя. Александър Синве („Les Grecs de l’Empire Ottoman. Etude Statistique et Ethnographique“), който се основава на гръцки данни, в 1878 година пише, че в Бахово (Bahovo), Мъгленска епархия, живеят 600 гърци. В „Етнография на вилаетите Адрианопол, Монастир и Салоника“, издадена в Константинопол в 1878 година и отразяваща статистиката на населението от 1873 г., Бахово (Bahovo) е посочено като село във Воденска каза със 134 къщи и 725 жители българи.
Според статистиката на Васил Кънчов („Македония. Етнография и статистика“) в 1900 година в Баово живеят 560 българи християни. В началото на XX век селото е изцяло гъркоманско и става една от най-стабилните опори на гръцката въоръжена пропаганда в Македония и става известно като Гръцкото село в областта. Според секретаря на Българската екзархия Димитър Мишев („La Macédoine et sa Population Chrétienne“) в 1905 година в Баово (Baovo) има 1280 българи патриаршисти гъркомани и в селото има гръцко училище.
Екзархийската статистика за Воденската каза от 1912 година показва селото с 1008 жители.

### В Гърция
През Балканската война в 1912 година селото е окупирано от гръцки части и остава в Гърция след Междусъюзническата война в 1913 година. Боривое Милоевич пише в 1921 година („Южна Македония“), че Бахово има 35 къщи славяни християни. В 1926 година е преименувано на Промахи. Между 1943 и 1944 година в Бахово се водят сражения между партизани от ЕЛАС и немски войници, в които загиват 10 войници и много партизани. Селото пострадва и от Гражданската война (1946 - 1949), като част от жителите му емигрират.
Според изследване от 1993 година селото е чисто „славофонско“ и в него „македонският език“ е запазен на средно ниво.
Селото произвежда пипер, картофи, тютюн, като е развито и скотовъдството и експлоатацията на горите - землището му е най-голямото в Мъглен.
| Име                                | Име            | Ново име          | Ново име            | Описание                                                                                             |
| ---------------------------------- | -------------- | ----------------- | ------------------- | --- |
| Дутвица                            | Δουτβίτσα      | Мурия             | Μουριά              | местност на ЮИ от Бахово                                                                             |
| Сумил                              | Σουμίλ         | Веланидопос       | Βέλανιδότοπος       | |
| Гаврен                             | Γκάβρεν        | Гаврокорфи        | Γαβροκορφή          | връх в Нидже на С от Бахово (869 m)                                                                  |
| Кория                              | Κορίτ          | Дасаки            | Δασάκι              | гора в Нидже на С от Бахово                                                                          |
| Голема                             | Γκολέμα        | Мегало Рема       | Μεγάλο Ρέμα         | река Ю от Бахово (Сушица)                                                                            |
| Студенковица                       | Στουντεκόβιτς  | Крия Периохи      | Κρύα Περιοχή        | местност на З от Бахово                                                                              |
| Нечеви дърва или Мечеви дърва      | Μετσεβί Ντέρβα | Аркудорема        | Άρκουδόρεμα         | река Ю от Бахово, ляв приток на Голема                                                               |
| Слива                              | Σλίβα          | Дамаскиния        | Δαμασκηνιά          | |
| Мал Петерник                       | Μικρό Πετερνίκ | Акритас           | Ακρίτας             | връх в Нидже на З от Бахово (1517,4 m)                                                               |
| Кемца                              | Κέμτσα         | Халинария         | Χαλινάρια           | гора в Нидже на СЗ от Бахово                                                                         |
| Сито рид или Сита рид              | Σιτορίτ        | Митери            | Μυτερή              | връх в Нидже на СЗ от Бахово (827 m)                                                                 |
| Горен Петерник                     | Άνω Πέτερνικ   | Ана               | Άννα                | връх в Нидже на З от Бахово (1756 m)                                                                 |
| Попово лозе                        | Πόπο Βολόζι    | Амбелия ту Папа   | Αμπέλια του Παπά    | връх в Нидже на СЗ от Бахово (1771,8 m)                                                              |
| Скорна                             | Σκόρνα         | Царухи            | Τσαρούχι            | връх в Нидже на СЗ от Бахово (1774 m)                                                                |
| Катрис                             | Κατρίς         | Александрос       | Αλέξανδρος          | връх в Нидже на СЗ от Бахово (1666 m)                                                                |
| Свинар                             | Σφήναρ         | Сфина             | Σφήνα               | връх в Нидже на СЗ от Бахово                                                                         |
| Каркилто или Кармилие или Кармилто | Καρμίλτο       | Дендра            | Δένδρα              | гора в Нидже на И под граничния връх Папрат ()                                                       |
| Парте                              | Πάρτε          | Агораста          | Αγοραστά            | местност в Нидже на СЗ от Бахово на ЮИ под граничния връх Мал Козяк (1783 m) гранична пирамида № 108 |
| Чаир                               | Τσαΐρ          | Ливади            | Λιβάδι              | местност в Нидже на СЗ от Бахово на И под граничния връх Папрат                                      |
| Сама бука                          | Σαμαμπούκα     | Мани Оксия        | Μάνη Όξυά           | местност в Нидже на СЗ от Бахово на ЮИ под граничния връх Козяк (1816,3 m)                           |
| Кисалците                          | Κισάλτσιτε     | Воскес            | Βοσκές              | местност в Нидже на СЗ от Бахово на СИ под граничния връх Папрат                                     |
| Китката                            | Κίτκατα        | Лулудотопос       | Λουλουδότοπος       | връх в Нидже на СЗ от Бахово                                                                         |
| Китка                              | Κίτκα          | Лулуди            | Λουλούδι            | връх в Нидже на СЗ от Бахово (1488,8 m)                                                              |
| Мал Катрис                         | Μικρό Κατρίς   | Партена           | Παρθένα             | връх в Нидже на СЗ от Бахово (1390,7 m)                                                              |
| Локва                              | Λόκβα          | Aeторахи          | Άετορράχη           | връх в Нидже на СЗ от Бахово                                                                         |
| Коюва липа                         | Κόϊβα Λίπα     | Фламури ту Никола | Φλαμούρι τοϋ Νικόλα | |
| Голо бело                          | Γκόλο Μπέλο    | Гимно             | Γυμνό               | връх в Нидже на С от Бахово (1409 m)                                                                 |
| Монат дол                          | Μόνατ Ντόου    |                   | Κτυπημένο           | |
| Порой                              | Πορόϊ          | Ксирорема         | Ξηρόρεμα            | река на С от Бахово, разделяща Нидже от Пиново (Козяк)                                               |

| Година    | 1913 | 1920 | 1928 | 1940 | 1951 | 1961 | 1971 | 1981 | 1991 | 2001 | 2011 | 2021 |
| --------- | ---- | ---- | ---- | ---- | ---- | ---- | ---- | ---- | ---- | ---- | ---- | ---- |
| Население | 1082 | 978  | 1160 | 1598 | 1549 | 1872 | 1821 | 1754 | 1862 | 1825 | 1740 | 1654 |

## Личности
Родени в Бахово
- Алексо Пошинов, разстрелян от германските окупационни войски на 20 януари 1944 година в Съботско[14]
- Анастас Прошов (Αναστάσιος Πρώσιος, 1833 - 1914), гръцки андартски деец[15]
- Георги Ступов (Γεώργιος Στούπης), гръцки андартски деец, четник при Христо Чочо и Карапанос, убит при престрелка с комитата Миланов край селото[16]
- Антон Митренчев (Αντώνιος Μητρέντσης), гръцки андартски деец[15]
- Антон Попов (Αντώνιος Παπάς), гръцки андартски деец[15]
- Вангел Митренчев (Ευάγγελος Μητρέντσης), гръцки андартски деец[15]
- Георги Прошов (Γεώργιος Πρώσιος, 1881 - 1941), гръцки андартски деец[15]
- Георги Шаламанов, разстрелян от германските окупационни войски на 3 март 1944 година на пътя Солун - Кукуш[14]
- Димитри Джамбазов, загинал в германски концентрацонен лагер[17]
- Димитри Кукули, разстрелян от германските окупационни войски на 3 март 1944 година на пътя Солун - Кукуш[14]
- Димитър Попниколов (Димитриос Папаниколау, 1874 - 1951), гъркомански духовник и революционер
- Евстати Калешов (Ευστάθιος Καλέσης, 1866 - 1940), гръцки андартски деец[15]
- Захария Вешков, разстрелян от германските окупационни войски на 3 март 1944 година на пътя Солун - Кукуш[14]
- Иван Димитров (Йоанис Димитриу), гръцки андартски капитан
- Кольо Прошов - Гьоро (1921 – 1948), гръцки комунист, роден в бедно семейство, член на ЕПОН, по-късно на КПГ и на ЕЛАС, в началото на 1946 година става нелегален в Каймакчалан, присъединява се към ДАГ и се сражава на Каймакчалан, Паяк, Вич, Хасия, Олимп, Козяк, Аграфа, командва рота в опарециите в района Аграфа - Кардица през пролетта на 1947 година, в операциите Смоково-Вулгара-Фурна, в битките около Карпениси, участва при атаката на тесалийската щабквартира на ДАГ през лятото на 1947 година в района на Роваляри-Фурна, ротата му се отличава в операциите срещу линията Ай Лия при Палеохори, Кардишко, Прошов атакува от връх Мароа и взима 110 пренници и оръжие, през май 1947 година ротата му напада цял батальон, като Прошов е ранен, произведен е в майор, участва в битката на Буковик - Вич през ноември 1948 година, където загива[18]
- Коста Вешков, разстрелян от германските окупационни войски на 3 март 1944 година на пътя Солун - Кукуш[14]
- Нико Иконому, учител, разстрелян от германските окупационни войски на 3 март 1944 година на пътя Солун - Кукуш[14]
- Нико Туба, разстрелян от германските окупационни войски на 3 март 1944 година на пътя Солун - Кукуш[14]
- Петре Калояновски (1925 – 1948), гръцки комунист, войник на ДАГ, загинал на 28 декември 1948 година в битката за Съботско[19]
- Петре Тануров (1915 – 1948), деец на ДАГ
- Петър Попниколов (Πέτρος Παπανικοάου), гръцки андартски деец[15]
- Перикли Тануровски, разстрелян от германските окупационни войски на 3 март 1944 година на пътя Солун - Кукуш[14]
- Петро Аджиев, разстрелян от германските окупационни войски на 20 януари 1944 година в Съботско[14]
- Спиро Херули, разстрелян от германските окупационни войски на 3 март 1944 година на пътя Солун - Кукуш[14]
- Трайко Судев (Τραϊανός Σούδης), гръцки андартски деец[15]
- Христо Вешков, разстрелян от германските окупационни войски на 20 януари 1944 година в Съботско[14]
- Христо Херули, разстрелян от германските окупационни войски на 3 март 1944 година на пътя Солун - Кукуш[14]
- Христо Чочо (Τσώτσο Βέσκα, Βέσκο), гръцки андартски капитан
- Яни Калоянов, загинал в германски концентрацонен лагер[17]